# Alliance (Carolina do Norte)
Alliance é uma cidade  localizada no estado norte-americano de Carolina do Norte, no Condado de Pamlico.

## Demografia
Segundo o censo norte-americano de 2000, a sua população era de 781 habitantes. 
Em 2006, foi estimada uma população de 742, um decréscimo de 39 (-5.0%).

## Geografia
De acordo com o United States Census Bureau, a localidade tem uma área de 5,2 km², dos quais 5,2 km² cobertos por terra e 0,0 km² cobertos por água.

## Localidades na vizinhança
O diagrama seguinte representa as localidades num raio de 16 km ao redor de Alliance. 